# Uniwersytet w Kalkucie
Uniwersytet w Kalkucie (ang. University of Calcutta) – indyjska uczelnia publiczna w mieście Kolkata. Została założona w 1857 roku.